# Рысля
Рысля — река в России, протекает по Тамбовской и Пензенской областям. Правый приток Моршевки.

## География
Река Рысля берёт начало у деревни Весёлая Земетчинского района Пензенской области. Течёт на юго-запад через леса Моршанского района Тамбовской области. Устье реки находится в 20 км от устья Моршевки. Длина реки составляет 18 км, площадь водосборного бассейна — 43,1 км². В низовьях реки на ней образованы пруды рыбхоза Двуречье.
Притоки Рысли: Крутая, Шерпия (правые).

## Данные водного реестра
По данным государственного водного реестра России относится к Окскому бассейновому округу, водохозяйственный участок реки — Цна от города Тамбов и до устья, речной подбассейн реки — Мокша. Речной бассейн реки — Ока.
Код объекта в государственном водном реестре — 09010200312110000029386.